# Ascaron
Ascaron (bis Oktober 1996 Ascon) war ein von 1991 bis Juli 2009 bestehender Computerspieleentwickler mit Stammsitz in Gütersloh. Bei seiner Insolvenz zählte Ascaron zu den erfolgreichsten und ältesten Unternehmen der Spieleindustrie in Deutschland. Neben seiner eigenen Tätigkeit als Entwickler trat das Studio auch als Publisher auf und unterstützte kleinere Entwicklungsstudios bei ihrer Arbeit. Zusätzlich zum Stammsitz unterhielt das Unternehmen ab 2002 ein Schwesterstudio in Aachen („Studio II“, entwickelte die Sacred-Reihe) und von 2005 bis April 2009 die Quality Four GmbH in Potsdam, die für die Qualitätssicherung zuständig war. Zudem hatte Ascaron eine eigene Auslandsvertretung („Ascaron Entertainment Ltd.“) in Birmingham, die über die Insolvenz der deutschen Mutter hinaus Spiele für den nicht-deutschsprachigen Raum vertrieb.
Ascaron-Spiele wurden weltweit in mehr als 30 Ländern vermarktet. Besonders bekannt und beliebt waren die Fußballmanager-Spielreihe Anstoss und später das Action-Rollenspiel Sacred. Im Laufe des Bestehens arbeiteten bekannte Personen der Computerspielindustrie für Ascaron, darunter Gerald Köhler, Celâl Kandemiroğlu, Daniel Dumont und Ralf Glau.

## Geschichte
Im Sommer 1991 gab Holger Flöttmann seine Geschäftsführerposition des von ihm gegründeten Entwicklerstudios Thalion, das zu diesem Zeitpunkt im Besitz der Bertelsmann-Softwaretochter Ariolasoft war, auf und gründete in Gütersloh die Ascon Publishing Software-Vertriebs-GmbH. Der Name wurde bis 1996 verwendet, dann jedoch wegen der Verwechslungsgefahr mit der Ascom AG aus der Schweiz in Ascaron umgewandelt. Wie Thalion war der Name ein Fantasiebegriff ohne weitere Bedeutung.
Im Jahr der Gründung stieß Flöttmann auf ein Spieleprojekt dreier Studenten namens Die Pfeffersäcke für den Heimcomputer Atari ST. Flöttmann erwarb die Rechte und entwickelte  mit seinem Studio das Spiel weiter, das 1992 als Der Patrizier in den Handel gelangte. Weiterhin stieß er auf das Hobbyprojekt Kicker des BWL-Studenten Gerald Köhler, den er vom Einstieg bei Ascaron überzeugte. 1993 erschien das Fußballmanagement-Spiel Anstoss, das sich erfolgreich neben dem führenden Konkurrenzprodukt Bundesliga Manager etablieren konnte und zu einer der wichtigsten Marken des Unternehmens wurde. Weitere bedeutende Spiele der Gütersloher zu dieser Zeit waren u. a. die Formel-1-Management-Simulation Pole Position und die Wirtschaftssimulation Vermeer: Die Kunst zu erben. Besonders Vermeer verfestigte den Ruf Ascarons, anspruchsvolle Simulationen mit Humor zu erschaffen.
Am 31. August 2001, im Monat des zehnjährigen Firmenjubiläums, musste Ascaron erstmals Insolvenz beantragen. Anfang 2002 konnte jedoch durch Neugründung der Ascaron Entertainment GmbH der Geschäftsbetrieb fortgeführt werden. Das neue Unternehmen hatte alle Rechte und den Namen übernommen. Unterstützung erhielt das Unternehmen durch den Einstieg des Medienunternehmers Heino Nollmann (Medienfabrik) als Mitgesellschafter, einen neuen Bankkredit und eine Landesbürgschaft. Aus der Insolvenzmasse des ebenfalls 2001 ins Straucheln geratenen Entwicklerstudios Ikarion erwarb Ascaron einen Teil der Belegschaft und das zur Hälfte fertiggestellte Rollenspielprojekt Armalion, einer Lizenzentwicklung zum Rollenspiel-Regelwerk Das Schwarze Auge. Das neue Team firmierte zur Tochtergesellschaft Studio II Software GmbH in Aachen und begann mit einem Umbau des Armalion-Projekts zu einem eigenständigen Produkt. Das Ergebnis, das Action-Rollenspiel Sacred, kam 2004 auf den Markt und wurde – trotz zahlreicher Programmfehler, die Nachbesserungen erforderlich machten – zu einem überraschenden Verkaufserfolg für das Unternehmen.
2005 stieg der ehemalige Bertelsmann-Manager Gunter Thielen mit Teilen seines Privatvermögens als Investor und Mitgesellschafter ein. Thielen stellte bis zuletzt auch die Büroräume des Unternehmens in der Verler Straße in Gütersloh. Ebenfalls 2005 gründete Ascaron das auf Qualitätssicherung ausgerichtete Tochterunternehmen Quality Four GmbH in Potsdam. 2006 stieß Heiko tom Felde, der zuvor bei TDK und THQ gearbeitet hatte, als Publishing Director zum Unternehmen. Ende 2007 wurde Tom Felde auf Druck der Mitgesellschafter zum Co-Geschäftsführer für Finanzen, Vertrieb und Marketing ernannt.
Im Jahr 2009 stellte Ascaron zum zweiten Mal einen Antrag auf Eröffnung eines Insolvenzverfahrens beim Amtsgericht Bielefeld. Als Grund wurden starke Verzögerungen bei der Entwicklung des Spieles Sacred 2 - Fallen Angel angeführt. Die Entwicklungskosten für das Spiel betrugen am Ende 20 Millionen €, sodass nicht einmal die verkauften 750.000 Exemplare das Studio retten konnten. Am 17. April 2009 wurde ein vorläufiger Insolvenzverwalter bestellt. Nachdem kein Investor gefunden werden konnte, wurde Ascaron zerschlagen. Die Entwicklung der Sacred-Reihe führte bis zum 31. Juli 2009 die Ascaron-Schwestergesellschaft Studio 2 durch. Der Publisher Deep Silver übernahm die Markenrechte an der Sacred-Reihe sowie den Support von Sacred 2 und dessen Add-on.
Kalypso Media erwarb im Juni 2009 die Markenrechte vieler verbleibender Ascaron-Spiele und andere Vermögenswerte aus der Insolvenzmasse, darunter Spiele wie Darkstar One, Port Royale und Der Patrizier. Weiterhin übernahm Kalypso die zuletzt verbliebenen 15 Entwickler der Gütersloher Zentrale um Daniel Dumont und Kay Struve und gründete mit diesem Team am selben Standort die Gaming Minds Studios. Als erste Arbeiten wurde die Patrizier-Reihe mit einem dritten Teil fortgesetzt und Darkstar One auf die Xbox 360 portiert. Die Ascaron Entertainment GmbH verblieb als Gesellschaft ohne Mitarbeiter mit dem Ziel, die Forderungen ihrer Gläubiger zu bedienen.

## Eigenentwicklungen
- 06/1992: Der Patrizier (PC, Amiga, Atari ST; erschien 02/1993 auch als „CD-ROM-Edition“)
- 11/1993: Anstoss (PC, Amiga; erschien 06/1994 auch als „CD-ROM-Edition“; Auftakt der Anstoss-Reihe)
- 06/1994: Anstoss World Cup Edition (PC, Amiga)
- 07/1994: Hanse – Die Expedition (PC, Amiga)
- 01/1996: Pole Position (nicht zu verwechseln mit dem gleichnamigen Spiel von 1982)
- 06/1996: Elisabeth I.
- 11/1996: Das Hexagon-Kartell
- 03/1997: Vermeer: Die Kunst zu erben (Windows-Version)
- 08/1997: Anstoss 2
- 02/1998: Anstoss 2: Verlängerung (Add-on zu Anstoss 2)
- 09/1998: Anstoss 2 Gold (Verbindung von Anstoss 2 und Anstoss 2: Verlängerung mit vielen neuen Features)
- 11/1998: Grand Prix 500ccm (erschien auch für die PlayStation unter dem Namen Extreme 500)
- 02/2000: Anstoss 3
- 11/2000: Patrizier 2
- 05/2001: Anstoss Action
- 11/2001: Ballerburg (PC, PlayStation)
- 06/2002: Port Royale (erschien einige Monate später inkl. Mini-Erweiterungen als Port Royale Gold)
- 11/2002: Anstoss 4
- 10/2003: Anstoss 4 Edition 03/04
- 10/2003: Piraten: Herrscher der Karibik
- 02/2004: Sacred (erschien 09/2004 mit neuen Features als „Neue Auflage“ [im Ausland unter Sacred Plus bekannt])
- 04/2004: Port Royale 2
- 09/2004: Vermeer 2
- 10/2004: Anstoss 2005
- 03/2005: Sacred Underworld (Add-on zu Sacred)
- 05/2006: Darkstar One
- 08/2006: Anstoss 2007
- 01/2007: Tortuga – Two Treasures
- 10/2008: Sacred 2 – Fallen Angel (erschien 05/2009 auch für PS3 und Xbox 360)
- 08/2009: Sacred 2 – Ice & Blood (PC; Add-on zu Sacred 2 – Fallen Angel)

## Publishertätigkeit
- 06/2001: King Of The Road
- 02/2003: Big Scale Racing
- 04/2003: Devastation
- 07/2004: Arena Wars